# الحرب (فلم 2015)
الحرب هو فيلم حرب تم إنتاجه في الدنمارك وصدر في سنة 2015.

## وصلات خارجية
- مقالات تستعمل روابط فنية بلا صلة مع ويكي بيانات